# Cambados
Cambados is een gemeente in de Spaanse provincie Pontevedra in de regio Galicië met een oppervlakte van 23,48 km². In 2013 telde Cambados 13.544 inwoners.

## Demografische ontwikkeling
Bron: INE; 1857-2011: volkstellingen

## Geschiedenis
Over de herkomst van de naam Cambados bestaan verschillende theorieën. Volgens één theorie komt de naam van de familie Camba. Volgens andere theorie komt de naam van het Keltische Cambrae, wat wieg betekent. En weer een andere theorie geeft aan dat Cambados van cam (meer) en bados (huis) komt. 
Agolada · Arbo · Baiona · Barro · Bueu · Caldas de Reis · Cambados · Campo Lameiro · Cangas · A Cañiza · Catoira · Cerdedo-Cotobade · Covelo · Crecente · Cuntis · Dozón · A Estrada · Forcarei · Fornelos de Montes · Gondomar · O Grove · A Guarda · A Illa de Arousa · Lalín · A Lama · Marín · Meaño · Meis · Moaña · Mondariz · Mondariz-Balneario · Moraña · Mos · As Neves · Nigrán · Oia · Pazos de Borbén · Poio · Ponte Caldelas · Ponteareas · Pontecesures · Pontevedra · O Porriño · Portas · Redondela · Ribadumia · Rodeiro · O Rosal · Salceda de Caselas · Salvaterra de Miño · Sanxenxo · Silleda · Soutomaior · Tomiño · Tui · Valga · Vigo · Vila de Cruces · Vilaboa · Vilagarcía de Arousa · Vilanova de Arousa